# Mozart, mon amour

Pauline Courtin interprète le rôle de Constance Mozart dans Mozart, mon amour au Festival Les 3 coups de Jarnac, le 23 juillet 2024

Mozart, mon amour est un spectacle de théâtre musical écrit et mis en scène par Christophe Barbier et créé au Théâtre de Poche Montparnasse en avril 2023. Il y est joué jusqu'en juillet 2024, avant de partir en tournée.
Le texte du spectacle Mozart, mon amour est publié à L'Avant-scène théâtre dans la collection des Quatre-Vents.
Le spectacle est créé en version orchestrale le 22 janvier 2024 sous la direction de  Mathieu Herzog  à la salle Gaveau.

## Argument
Présenttion du spectacle par le théâtre :

## Réactions de la presse
Dans le Jdd du 12 octobre 2023 et La Grande Musique

## Distribution
- Constance Mozart : Pauline Courtin, soprano et comédienne
- Georg Nikolaus Von Nissen : Christophe Barbier, comédien
- Franz Xaver Süßmayr : Vadim Sher, pianiste et comédien

## Inventaire des airs interprétés sur scène
- Extrait de la symphonie no 1
- Variations sur Ah ! vous dirais-je, maman
- Extrait du Miserere d'Allegri
- Air d'Aminta dans Il re pastore
- Air de Konstanze dans Die Entführung aus dem Serail
- Deuxième air de Chérubin dans Les Noces de Figaro
- Deuxième air de Zerlina dans Don Giovanni
- Duo Là ci darem la mano dans Don Giovanni
- Extrait du troisième mouvement de la sonate no 2 en fa majeur
- Deuxième mouvement (adagio) du concerto no 23 pour piano et orchestre
- Deuxième air de Despina dans Così fan tutte
- Extrait de la fantaisie no 397 en ré mineur
- Air de Pamina dans La Flûte enchantée
- Début du Lacrimosa  dans le Requiem